# Supercoupe d'Équateur de football
La Supercoupe d'Équateur de football est une compétition de football opposant le champion d'Équateur au vainqueur de la coupe d'Équateur. Sa première édition a lieu en 2020.
En 2021, en raison de la non-tenue de la Coupe d'Équateur 2020 à cause de la pandémie de Covid-19, le match entre champion et vainqueur de la Coupe est remplacé par un tournoi d'abord annoncé à quatre équipes avant d'être élargi à six équipes.

## Palmarès
| Année | Vainqueur               | Résultat      | Finaliste                  |
| ----- | ----------------------- | ------------- | -------------------------- |
| 2020  | LDU Quito               | 1-1 ; 5-4 tab | Delfín SC                  |
| 2021  | LDU Quito               | 1-0           | Barcelona SC               |
| 2022  | Non disputée            | Non disputée  | Non disputée               |
| 2023  | Independiente del Valle | 3-0           | Sociedad Deportiva Aucas   |
| 2024  | Non disputée            | Non disputée  | Non disputée               |
| 2025  | LDU Quito               | 0-0; 5-4 tab  | Club Deportivo El Nacional |